# Haštalská
Haštalská ulice na Starém Městě v Praze vede od ulic Kozí a U Obecního dvora přes Haštalské náměstí k ulici Řásnovka. Ústí do ní ulice Rámová, Rybná a K Haštalu. Nazvána je podle kostela svatého Haštala na Haštalském náměstí, první písemná zmínka o něm je z roku 1234. Náměstí bylo do roku 1928 součást Haštalské ulice.

## Historie a názvy
Haštalská ulice patří k nejstarším v Praze a byla rozdělena na západní část u kostela svatého Haštala a východní část u Řásnovky. Názvy ulice se měnily:
- původní název západní části byl "U svatého Haštala", východní část se nazývala "Újezd" podle zdejší osady pravděpodobně starší než kostel
- 14. a 15. století - východní část má název "Za Haštalem"
- od 18. století
  - západní část má název "Haštalská" nebo "Pivovarská" podle pivovaru v domě na čísle 2
  - východní část se nazývá "Svíčková" podle domu U Bíle svíčky na čísle 27 a domu U svíčky na čísle 32
- od roku 1870 - celá ulice má název "Haštalská".

## Budovy, firmy a instituce
- Dům U Valentů - Haštalská 1, Kozí 6[3]
- Dům U Zahrádků - Haštalská 3, U Obecního dvora 1[4]
- Dům Společenstva pražských stavitelů - Haštalská 7, podle projektu Josefa Schulze z roku 1875
- městský dům - Haštalská 8, Rámová 8[5]
- městský dům - Haštalská 10[6]
- Dům U Modré boty - Haštalská 13, Haštalské náměstí 8[7]
- Dům U Koží - Haštalská 14a, Dlouhá 27[8]
- hotel Hastal Old Prague - Haštalská 16[9]
- rodinné centrum YMCA - Haštalská 21[10]
- Dům U Zlatého stromu nebo U Zeleného stromu - Haštalská 24, Dlouhá 37[11]
- dům čp. 1031/25 – rodný dům Maxe Broda (1884–1968). V únoru 2011 byla na budově odhalena pamětní deska s textem 27.5.1884 zde se narodil Max Brod, spisovatel, propagátor české kultury, nejlepší přítel Franze Kafky. Zemřel v Tel Avivu 20.12.1968. Slavnostního aktu se zúčastnil ministr zahraničí Karel Schwarzenberg a velvyslanci Izraele, Německa a Rakouska.[12]
- dům U tří jetelových lístků - Haštalská 26, Hradební 1, Dlouhá 39 a 41[13]
- Dům U Bílé svíčky - Haštalská 27[14]
- Dům U svíčky – Haštalská 32[15]
- La Degustation – Haštalská 18